# 내일로 이어지는 다리
〈내일로 이어지는 다리〉(일본어: 明日へ架ける橋 あしたへかけるはし[*])는 2004년 5월 19일에 발매된, 일본의 여성 가수 쿠라키 마이의 18번째 싱글로 2004년 5월 19일에 기자 스튜디오에서 발매됐다. 규격품번은 GZCA-7049이다.

## 내용
- 전작 〈바람의 라라라〉 이래 1년만의 싱글이다. 또, 2004년에 발매한 유일한 싱글이다.
- 커플링곡이 2곡 수록된 것은 쿠라키의 싱글에서는 처음이였다.

## 수록곡
1. 내일로 이어지는 다리(明日へ架ける橋) (3:59)
  - 작사: 쿠라키 마이, 작곡: 토쿠나가 아키히토, 편곡: 이케다 다이스케, 토쿠나가 아키히토

후에 발라드 버전으로 편곡되며, 2004년의 《제55회 NHK 홍백가합전》에서 불렸다(차작 〈Love,needing〉에 수록).
2. Lover Boy (4:34)
  - 작사: 쿠라키 마이, 작곡: 오노 아이카, 편곡: DJ ME-YA
3. 사랑을 좀 더(愛をもっと) (4:24)
  - 작사: 쿠라키 마이, 작곡 · 편곡: YOKO Black. Stone
4. 내일로 이어지는 다리 (instrumental)

## 타이업
- NHK 밤 연속극 《드림: 90일에 1억엔》 · 《좀더 사랑에 빠져봐》・《소방대원 코마치》 주제가. (#1)
- 간사이 TV 《프로 야구중계 2004》 테마송. (#2)

## 수록 음반
- FUSE OF LOVE (#1)
- ALL MY BEST (#1)
- MAI KURAKI BEST 151A -LOVE & HOPE- (#1)